# Nicolas II de Saint-Omer
Nicolas II de Saint-Omer est seigneur de la moitié des terres de Thèbes en Grèce franque de 1258 à sa mort en 1294. De ses deux mariages, il devient l'un des barons les plus riches et les plus puissants de son temps, en construisant un splendide château à Thèbes ainsi que le château du Vieux-Navarin. Il est également bailli de la principauté d'Achaïe pour le compte des Angevins de Naples de 1287 à 1289.

## Biographie
Nicolas est fils de Bela de Saint-Omer et de Bonne de la Roche, sœur du seigneur d'Athènes et de Thèbes, Guy Ier de La Roche. Lors de leur mariage, en 1240, Guy cède à Bela le contrôle de la moitié des terres de Thèbes.
Avec ses frères, Othon et Jean, il participe à la guerre de succession eubéenne dans les rangs de la coalition formée par la plupart des princes de la Grèce franque, qui s'opposent à la politique expansionniste menée par le prince d'Achaïe, Guillaume II de Villehardouin,. En 1273, Charles Ier d'Anjou l'envoie comme émissaire auprès des cours bulgares et serbes, cependant il tombe bientôt en disgrâce avec Charles, et est obligé d'échanger ses possessions dans la Morée avec d'autres en Sicile, sous le contrôle immédiat de Charles. Sa position et ses domaines ne sont rétablis qu'après la mort de Charles Ier en 1285, période pendant laquelle Nicolas réside souvent en Italie, où Charles l'emploie, ainsi que d'autres barons moréotes de passage, en tant que conseillers sur les affaires de la principauté.

Carte des états grecs et latins du sud de la Grèce vers 1278. Les terres de Nicolas, dans la région de Thèbes, se situent dans le duché d'Athènes (en vert clair).

En 1287, le régent napolitain Robert d'Artois le nomme gouverneur (bailli) représentant des Angevins dans la principauté d'Achaïe,, en succession de Guillaume Ier d'Athènes, qui vient de mourir et dont l'héritier, Guy II, est encore mineur. À l'époque, Nicolas est le deuxième baron le plus riche et le plus influent de l'Orient latin après Guy,. Il poursuit la politique de fortification de la Messénie entreprise par Guillaume et fait construire le château de Navarin, ainsi qu'une forteresse de taille plus modeste à Maniatochóri près de Modon,,. Son règne est marqué par la paix et la prospérité : selon la Chronique de Morée, « il gouverne avec noblesse et sagesse et maintient le pays en paix ». Il est remplacé en 1289 par le baron de Vostitza, Guy de Charpigny.
Nicolas se marie deux fois, les deux fois avec de riches héritières. Sa première épouse est Marie d'Antioche, fille de Bohémond VI d'Antioche, et sa seconde, vers 1280, est Anne, fille de Michel II Comnène Doukas et veuve de Guillaume II de Villehardouin,,. Avec l'aide financière de Marie d'Antioche, Nicolas construit le château de Saint-Omer (grec moderne : Σανταμέρι) dans la Cadmée, l'ancienne acropole de Thèbes, qui est grandement louée par la Chronique de la Morée comme étant la plus forte et la plus belle de Grèce. Elle est richement meublée et décorée de fresques représentant les exploits de ses ancêtres en Terre Sainte. Aujourd'hui, seule une tour subsiste,. Anne, en revanche, en tant que princesse douairière, emporte avec elle un ensemble considérable de possessions, dont les châteaux de Kalamáta et de Chlemoútsi, comprenant « certaines des terres les plus fertiles, ainsi que la forteresse la plus puissante de la Morée », selon A. Bon. Cela inquiète le roi Charles, qui est réticent à céder ces territoires à un sujet déjà assez puissant et riche ; en effet, ils sont échangés en septembre 1281 avec la moitié des domaines de Léonard de Veroli, récemment décédé, comprenant des terres tant en Morée (en Élide et en Messénie) qu'en Italie.
Ses deux mariages restent sans descendance, et à sa mort en 1294, son frère cadet, Othon, lui succède,.